# إيفار ياكوبسون
إيفار ياكوبسون (بالسويدية: Ivar Jacobson) هو مخترِع وعالم حاسوب ومهندس سويدي، ولد في 2 سبتمبر 1939 في يستاد في السويد.